# Ananke Tessera
L'Ananke Tessera è una struttura geologica della superficie di Venere.